# Henryk IX lubiński
Henryk IX (ur. przed lub w 1369, zm. między 9 stycznia 1419 a 5 kwietnia 1420) – książę lubiński, chojnowski i oławski z dynastii Piastów.
Syn księcia brzeskiego Henryka VII z Blizną i jego pierwszej żony Heleny, córki hrabiego Orlamünde (w Turyngii) Ottona VIII. Mąż Anny, córki księcia cieszyńskiego Przemysława I Noszaka. Ojciec Ruperta II, Wacława i Ludwika III.

## Dzieciństwo i młodość
Henryk był jedynym dzieckiem Henryka VII z Blizną i Heleny. Jego matka zmarła przedwcześnie w 1369, wkrótce po jego narodzinach, być może nawet w trakcie porodu. Dorastał na tętniącym intelektualnym i artystycznym życiem dworze swojego dziada, Ludwika I brzeskiego. Odbywały się na nim liczne naukowe dysputy, wystawne uczty i bale, przedstawienia trup teatralnych, a także turnieje rycerskie. Zbiory biblioteki książęcej były jednymi z największych w Europie. Ludwik I, będący mecenasem kultury i sztuki, zatroszczył się o właściwe wykształcenie swojego przyszłego spadkobiercy.
W 1379 ojciec Henryka ożenił się powtórnie. Jego małżonką została wdowa po księciu słupskim Kazimierzu IV, Małgorzata, córka księcia mazowieckiego Siemowita III. Wkrótce na świat przyszło przyrodnie rodzeństwo Henryka: brat Ludwik i siostra Małgorzata. Mimo znacznej różnicy wieku stosunki między braćmi przez długie lata aż do czasu wojny na początku XV w. były ciepłe.

## Małżeństwo
5 lipca 1396 Ludwik I brzeski przekazał Henrykowi we władanie Kluczbork, Byczynę i Wołczyn. Zapis ten był podyktowany bliskimi zaślubinami Henryka z Anną, córka księcia cieszyńskiego Przemysława I Noszaka. Małżeństwo to zostało zawarte przed 20 września 1396. 29 września 1396 Henryk IX wraz z dziadem i ojcem potwierdzili odbiór posagu Anny, który wynosił 2000 grzywien. W zamian za to książęta brzescy zapisali jej jako wdowią oprawę te miasta, które kilka miesięcy wcześniej Henryk IX otrzymał od Ludwika I, oraz połowę czynszów z miast: Brzegu, Wierzbna i Oławy.

## Objęcie rządów
W grudniu 1398 zmarł Ludwik I brzeski, zaś w lipcu następnego roku Henryk VII z Blizną. W październiku 1400 Henryk IX i Ludwik II brzeski podzielili ojcowiznę. Starszy objął w panowanie okręgi: lubiński, chojnowski i oławski wraz z miastami. Młodszy rozpoczął rządy w księstwie brzeskim.
17 lipca 1402 obaj przyrodni bracia pojawili się na zjeździe książąt śląskich we Wrocławiu, na którym zawarli ze sobą i innymi książętami sojusz obronny oraz zapewnili króla Czech Wacława IV Luksemburskiego o swej lojalności.

## Niewola brata u Saracenów
W 1404 Ludwik II udał się na pielgrzymkę do Ziemi Świętej, w czasie której został uwięziony przez Saracenów. Nieszczęsna wieść dotarła do Brzegu dopiero pod koniec roku. Henryk IX w celu odkupienia brata nałożył na mieszkańców Brzegu, a także należących do niego Chojnowa i Oławy dodatkowy podatek. Potrzebna suma 4000 grzywien została zebrana jeszcze w tym samym roku, jednakże Ludwik II wrócił na Śląsk dopiero pod koniec 1405. W czasie jego niewoli Henryk sprawował rządy w księstwie brzeskim.

## Wojna z Ludwikiem II
W marcu 1409 książę legnicki i biskup wrocławski Wacław II legnicki zapisał księstwo legnickie i połowę Złotoryi Ludwikowi II. Prawa do drugiej części miasta wraz z okręgiem i 6000 grzywien czynszu z Legnicy przypadły Henrykowi IX. Wacław II zastrzegł, że Złotoryja w całości ma przypaść jednemu z braci – temu, który spłaci drugiego. W tym samym roku Ludwik II zwrócił się do Henryka IX z propozycją odkupienia jego części Złotoryi. W tym momencie książę lubiński, już wcześniej urażony faworyzowaniem przez Wacława II młodszego brata, zerwał przyjazne stosunki z przyrodnim bratem. Wkrótce spór przerodził się w otwartą wojnę, wydaną przez Henryka IX, która toczyła się w latach 1411–1414. Zażegnaniu konfliktu nie pomogły mediacje Wacława II, który usiłował przekonać księcia lubińskiego, że ma prawo rozdysponowywać swoim majątkiem według własnego uznania. Bratobójczą wojnę przerwał dopiero król Czech Wacław IV Luksemburski, który zakazał swoim wasalom prowadzenia dalszych walk. Bracia przy pomocy Wacława II zawarli pokój i wydali dokument o wzajemnym dziedziczeniu. Mieszkańcy księstwa legnicko-złotoryjskiego złożyli hołd obydwu książętom.

## Śmierć
Henryk IX zmarł między 1419 a 1420. Miejsce jego pochówku nie jest znane.

## Genealogia
| Ludwik I brzeski ur. 1312/1321 zm. 6/23 XII 1398 | Ludwik I brzeski ur. 1312/1321 zm. 6/23 XII 1398 |                                                   |                                                   | Agnieszka żagańska ur. 1312/1321 zm. 6/7 VII 1362 | Agnieszka żagańska ur. 1312/1321 zm. 6/7 VII 1362 |  |  | Otton VIII Orlamünde | Otton VIII Orlamünde |                                         |                                         | NN | NN |
|                                                  |                                                  |                                                   |                                                   |                                                   |                                                   |  |  |                      |                      |                                         |                                         |    |    |
|                                                  |                                                  |                                                   |                                                   |                                                   |                                                   |  |  |                      |                      |                                         |                                         |    |    |
|                                                  |                                                  | Henryk VII z Blizną ur. 1343/1345 zm. 11 VII 1399 | Henryk VII z Blizną ur. 1343/1345 zm. 11 VII 1399 |                                                   |                                                   |  |  |                      |                      | Helena z Orlamünde ur. ? zm. 19 VI 1969 | Helena z Orlamünde ur. ? zm. 19 VI 1969 |    |    |
|                                                  |                                                  |                                                   |                                                   |                                                   |                                                   |  |  |                      |                      |                                         |                                         |    |    |
|                                                  |                                                  |                                                   |                                                   |                                                   |                                                   |  |  |                      |                      |                                         |                                         |    |    |
|                                                  |                                                  |                                                   |                                                   |                                                   |                                                   |  |  |                      |                      |                                         |                                         |    |    |

|                                                   |                                                   | Anna cieszyńska ur. 2 poł. XIV w. zm. 1403/1420 OO 1396, przed 20 IX | Anna cieszyńska ur. 2 poł. XIV w. zm. 1403/1420 OO 1396, przed 20 IX | Henryk IX lubiński ur. przed lub w 1369 zm. 9 I 1419/5 IV 1420 | Henryk IX lubiński ur. przed lub w 1369 zm. 9 I 1419/5 IV 1420 |                                                    |                                                    |                                              |                                              |
|                                                   |                                                   |                                                                      |                                                                      |                                                                |                                                                |                                                    |                                                    |                                              |                                              |
|                                                   |                                                   |                                                                      |                                                                      |                                                                |                                                                |                                                    |                                                    |                                              |                                              |
|                                                   |                                                   |                                                                      |                                                                      |                                                                |                                                                |                                                    |                                                    |                                              |                                              |
| Rupert II lubiński ur. 1396/1402 zm. 24 VIII 1431 | Rupert II lubiński ur. 1396/1402 zm. 24 VIII 1431 | Wacław oławski ur. ok. 1400 zm. II/28 V 1423                         | Wacław oławski ur. ok. 1400 zm. II/28 V 1423                         | Ludwik III lubiński ur. przed 1405 zm. przed 18 VI w 1441      | Ludwik III lubiński ur. przed 1405 zm. przed 18 VI w 1441      | Katarzyna lubińska ur. ok. 1400 zm. ok. 11 VI 1424 | Katarzyna lubińska ur. ok. 1400 zm. ok. 11 VI 1424 | Anna lubińska ur. ok. 1403 zm. po 13 XI 1420 | Anna lubińska ur. ok. 1403 zm. po 13 XI 1420 |
|                                                   |                                                   |                                                                      |                                                                      |                                                                |                                                                |                                                    |                                                    |                                              |                                              |
| Jadwiga lubińska ur. przed 1404 zm. po 4 II 1432  |                                                   |                                                                      |                                                                      |                                                                |                                                                |                                                    |                                                    |                                              |                                              |